# アスマン・カラコユン
アスマン・カラコユン（Asuman Karakoyun、女性、1990年7月16日 - ）は、トルコの元バレーボール選手。ポジションはセッター。元トルコ代表。

## 来歴
2009年、トルコ代表に初選出される。2011年の欧州選手権ではセカンドセッターとして出場し、銅メダルを獲得した。2013年のヨーロッパリーグではB代表の主将を務めた。ワールドグランプリでは正セッターとしてチームを牽引した。同年の世界選手権に出場した。
膝の負傷により2016年に26歳で現役引退。

## 球歴
- 世界選手権 - 2014年
- 欧州選手権 - 2011年（3位）
- ワールドグランプリ - 2014年、2015年

## 所属クラブ
- エジザージュバシュ・ヴィトラ（2004-2016年）